# Puissance (équitation)
Pour les articles homonymes, voir Puissance.

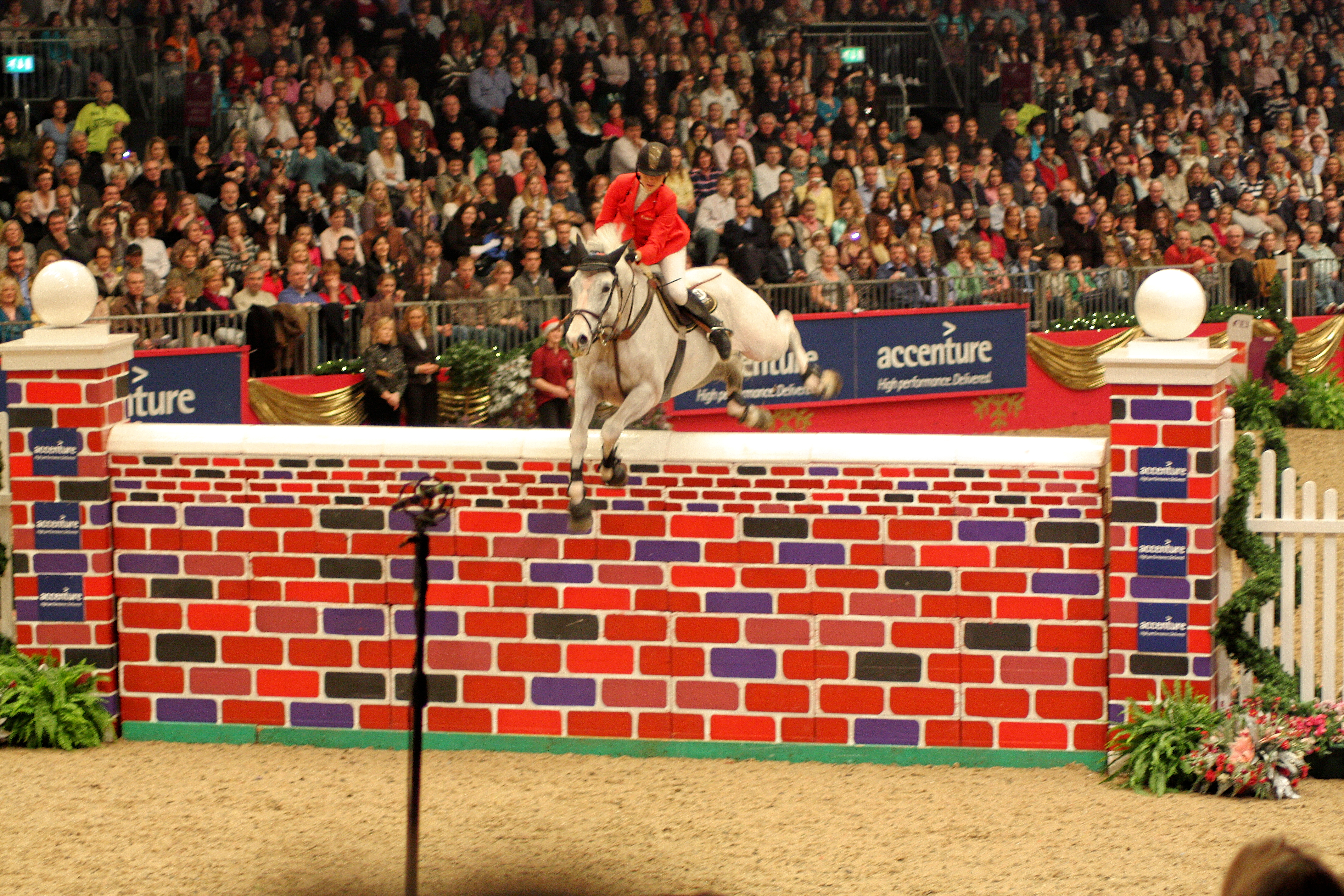
Ellen whitaker durant une épreuve de puissance à l'Olympia London International Horse Show de 2008

La puissance est une épreuve du concours de saut d'obstacles, consistant à franchir un obstacle très lourd, généralement composé de barres de bois ou de fausses briques évoquant un mur, dont la hauteur augmente à chaque passage. Le vainqueur est celui qui passe l'obstacle le plus haut. Les obstacles de puissance les plus hauts atteignent 2,10 m. L'épreuve de puissance est l'équivalent, pour les chevaux, de l'épreuve du saut en hauteur pour les humains. 
Le mot français « puissance » est utilisé pour désigner cette épreuve en compétitions internationales, y compris en anglais, lors des compétitions américaines,. 
L'épreuve de puissance comporte une dimension psychologique, l'état mental du cavalier à l'abord de l'obstacle étant important. L'épreuve de puissance teste aussi la capacité du cheval à franchir un obstacle plus haut que lui. 
Les épreuves de puissance se distinguent par nature des épreuves de vitesse et des épreuves de résistance, en ce qu'elles demandent un effort très bref mais très intense.  
Cette épreuve n'a été concourue qu'une fois au niveau olympique, lors des Jeux olympiques de 1900.  
Le record de la discipline est détenu par le cavalier allemand Franke Sloothaak, qui a franchi 2,40 m en juin 1991 à Chaudfontaine, en Belgique, sur Optiebeurs Golo, battant son propre record établi avec un autre cheval, Leonardo.  

## Dans la culture
Dans son ouvrage Objectif Soldat d'élite, David Blakeley explique apprécier les épreuves de puissance.